# توكيشاكوياكوسان
توكيشاكوياكوسان (باليابانية: 当帰芍薬散) هو دواء عشبي صيني يستخدم خطأ لعلاج ركود الدم. يستخدم بشكل رئيسي للنساء لعلاج عسر الطمث. يستخدم من قبل كل من الرجال والنساء للدوخة والدوار. يعد من المستحضرات التي تصرف بدون وصفة طبية يمكن شراؤها من الصيدليات. متوفر في اليابان.

## المكونات
- Angelicae Radix
- Cnidii Rhizoma
- جذور عود الصليب
- جذور الكرفس البري
- خلاصة Wolfiporia extensa
- مزمار الراعي
- Atractylodes lancea